# Osteochilus borneensis
Osteochilus borneensis è una specie di pesce ciprinide endemica del Borneo e di Sumatra.